# Lezama (Vizcaya)
Lezama es un municipio y localidad española de la provincia de Vizcaya, en el País Vasco. Perteneciente a la comarca del Gran Bilbao, está ubicado en el valle de Asúa. Anteriormente se denominaba Santa María de Lezama.

## Geografía
Situado en el valle de Asúa, por el que discurre el río Asúa, comprende una zona central llana, limitada por dos alineaciones montañosas. Al sur, cumbres por encima de los 350 m sobre el nivel del mar, que culminan en el monte Santa Marina (477 m), lo separan del valle del Ibaizábal. Por el norte destacan los montes Irurimendi (238 m), Xantoibaso (302 m) y Urrusti (349 m). Una serie de arroyos que descienden de estos montes forman la cabecera del río Asúa, que se dirige a Zamudio.
Limita al este con el territorio de Larrabezúa, al sur con Galdácano, al oeste con Zamudio y al norte con Gámiz-Fica.
Ocupa una superficie de 16,8 km² con una población, según el padrón de habitantes de 2014 de 2432 habitantes y una densidad de 144,8 hab./km².
El acceso a Lezama se puede realizar a través de la carretera Asua-Erletxes (N-367), utilizando las líneas 3223 (Bilbao-Larrabetzu) y 2151 (Areeta/Las Arenas-Larrabetzu) de Bizkaibus, o bien utilizando la línea E3 de EuskoTren, más conocida como Línea del Txorierri.
La cercanía de áreas industriales ha propiciado que la mayor parte de la población se emplee en el sector industrial. Los sectores agrícola y ganadero conservan gran importancia y dan trabajo a una parte importante de los habitantes, aun cuando sea a tiempo parcial.

## Historia
Anteiglesia perteneciente a la merindad de Uribe. Las numerosas casas solares y torres de linaje que se levantaron en su jurisdicción revelan fuertes raíces medievales. Se citan entre las más antiguas, la casa de Basabil y Arechavaleta, cuya fundación fue atribuida a los dos hijos del capitán Emengoa, en el siglo X, y la casa solar de Oxangoiti edificada en el año 1024 por un tal Percibo Caballero.

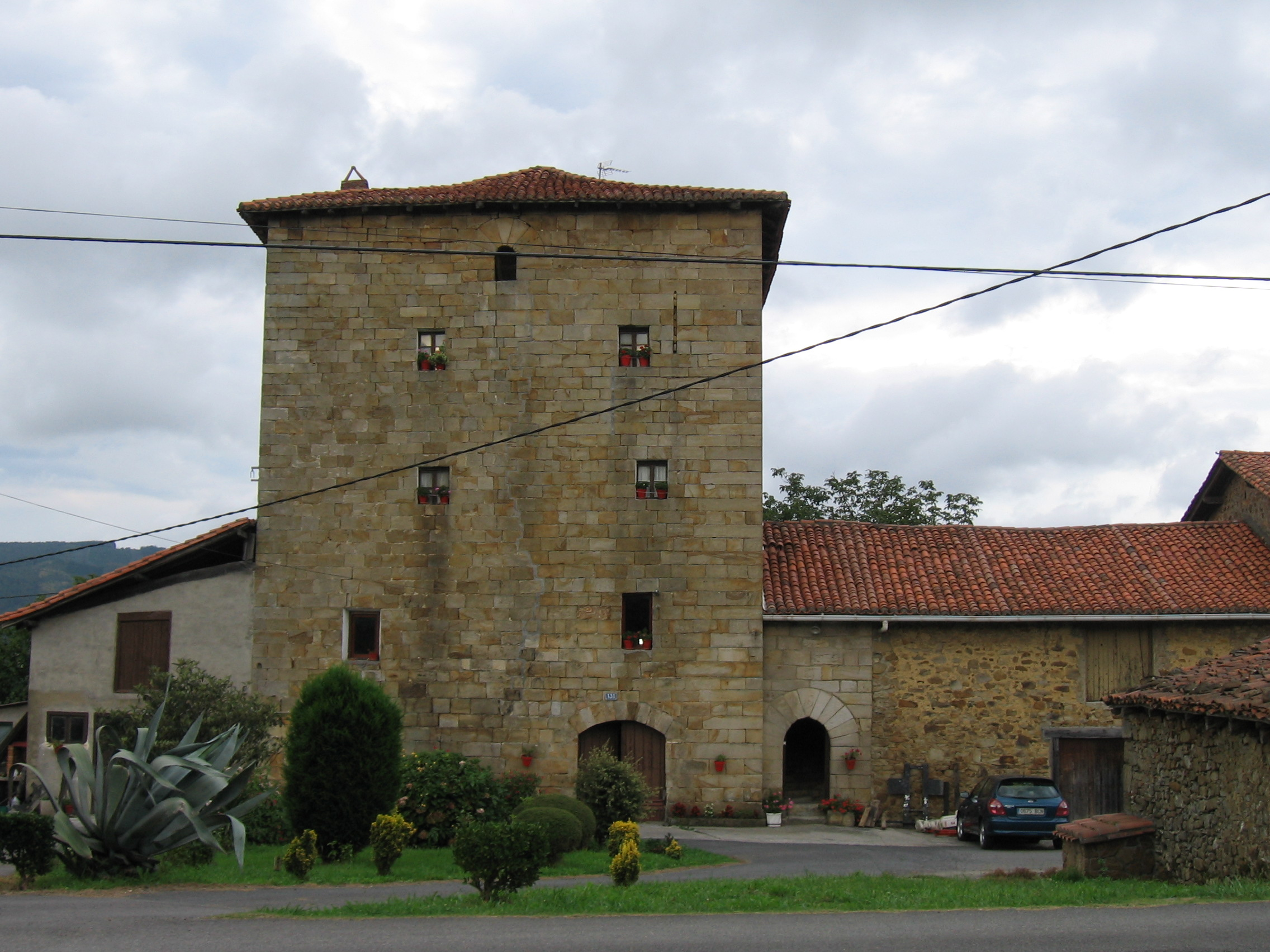
Torre de Lezama

La tradición señala a un descendiente de esta última como autor y primer dueño de la Torre de Lezama, que albergó a uno de los principales linajes del Señorío y dio nombre a esta anteiglesia, que fue belicosa cabeza de bando en frecuente conflicto con otras parcialidades. Pedro Ruiz de Lezama reconstruyó y amplió la torre en 1360; en sus alrededores se libró, cincuenta años más tarde, una enconada batalla, entre los Lezama y los Díaz de Landa. Poco después (1420), los Lezama se aliaron con Pedro Cigor y arremetieron en fuerte ofensiva contra Rodrigo y Fortún Aguirre-Zugasti; tras un feroz encuentro entre las dos parcialidades, el yerno de Fernando de Lezama, que además era hijo del arcipreste de Larrabetzu fue decapitado por sus enemigos ante las puertas de su casa. Esta muerte fue motivo de largas y numerosas contiendas, que fueron languideciendo gracias a enlaces matrimoniales y a la activa intervención de la justicia, que acabó por pacificar las guerras de banderías.
En esta época encontramos asentados en Lezama a los Goitia, Larragoiti, Madariaga, Basozábal, Olazarra, Ugarte y Suquía, entre otros, que no escaparon a los turbulentos conflictos que vivió el Señorío en el declive de la Edad Media.
La casa solar de Oxangoiti erigió en el siglo XIII la iglesia parroquial de Santa María. El ejercicio de su patronato fue donado por los propios feligreses a Juan Alonso de Mújica y a su hijo Gómez González, dueños de la casa solar de Butrón, a finales del siglo XV, con la condición aprobada por el papa Juan II, de conceder prioridad a los pilongos (es decir, a los bautizados en la parroquia que recben un beneficio) en la presentación de beneficiarios antes que a los extranjeros. Estaba regida por un fiel que ocupa el asiento 41 en las Juntas Generales de Gernika.
Hasta la reforma de la nomenclatura municipal de 1916 el municipio se llamaba Lezama. En dicha fecha su nombre fue modificado por el de Santa María de Lezama. En 1982 la denominación oficial revirtió de nuevo a Lezama.
Un hecho muy importante que hizo conocer a Lezama fue el traslado de los campos de entrenamiento del Athletic Club de Bilbao a Lezama en 1971.

## Demografía
Lezama cuenta con una población de 2459 habitantes (INE 2024).
| Gráfica de evolución demográfica de Lezama entre 1842 y 2021 |
| |
| Población de derecho según los censos de población del INE Población de hecho según los censos de población del INEEn estos censos se denominaba Santa María de Lezama: 1920, 1930, 1940, 1950, 1960, 1970 y 1981 |

## Administración y política
| Partido político                                              | 2023  | 2023       | 2019  | 2019       | 2015  | 2015       | 2011  | 2011       | 2007  | 2007       | 2003        | 2003        | 1999  | 1999       | 1995    | 1995       |
| Partido político                                              | %     | Concejales | %     | Concejales | %     | Concejales | %     | Concejales | %     | Concejales | %           | Concejales  | %     | Concejales | %       | Concejales |
| Euzko Alderdi Jeltzalea-Partido Nacionalista Vasco (EAJ-PNV)  | 66,14 | 8          | 66,53 | 8          | 51,10 | 6          | 42,95 | 6          | 65,57 | 6          | 72,63       | 10          | 62,54 | 8          | 67,37   | 9          |
| Euskal Herria Bildu (EH Bildu)-Bildu                          | 26,53 | 3          | 28,48 | 3          | 40,92 | 5          | 41,03 | 5          | —     | —          | —           | —           | —     | —          | —       | —          |
| Partido Socialista de Euskadi-Euskadiko Ezkerra (PSE-EE PSOE) | 2,91  | 0          | 4,08  | 0          | 2,93  | 0          | 6,41  | 0          | 8,51  | 1          | 6,16        | 0           | 2,45  | 0          | 2,18    | 0          |
| Partido Popular del País Vasco (PP)                           | 1,49  | 0          | 0,91  | 0          | 2,12  | 0          | 4,56  | 0          | 5,21  | 0          | 6,24        | 0           | 4,59  | 0          | 5,54    | 0          |
| Ezker Batua-Berdeak (EB-B)                                    | —     | —          | —     | —          | —     | —          | 2,21  | 0          | 10,71 | 1          | 6,16        | 0           | —     | —          | —       | —          |
| Eusko Alkartasuna (EA)                                        | —     | —          | —     | —          | —     | —          | —     | —          | 8,01  | 1          | 6,99        | 1           | 2,06  | 0          | Con PNV | Con PNV    |
| Euskal Herritarrok (EH)-Herri Batasuna (HB)                   | —     | —          | —     | —          | —     | —          | —     | —          | —     | —          | Ilegalizado | Ilegalizado | 25,61 | 3          | 21,56   | 2          |

## Fiestas
- 2.º domingo de julio, Goitioltza auzoa
- 2 de septiembre, Aretxalde auzoa (San Antolín)
- 8 de septiembre, Lezama (Andra Mari)
- 10 de septiembre, Garaioltza auzoa (Andra Mari)
- 14 de septiembre, La Cruz auzoa (La Cruz)